# Malcolm Todd
Malcolm Todd (n. 27 de novembro de 1939) é um historiador britânico e arqueólogo com  interesse na interação entre o Império Romano e a Europa Ocidental.
Graduou-se na University of Wales e Brasenose College, Oxford  e virou arqueólogo na University of Nottingham. Foi professor de arqueologia na University of Exeter de 1979 até 1996. Aposentou-se em 2000..